# Italo Tibaldi
Italo Tibaldi (Pinerolo, 16 maggio 1927 – Ivrea, 13 ottobre 2010) è stato un superstite dei campi di concentramento di Mauthausen ed Ebensee. Dopo la sua liberazione si è dedicato alla ricerca e ha pubblicato un libro sulla deportazione dall’Italia ai lager nazisti.

## Nella Resistenza
Il padre di Tibaldi era ufficiale di Cavalleria alla scuola di Cavalleria di Pinerolo. In seguito al disgregamento dell'esercito il padre si unì ad una formazione di Resistenza e Tibaldi divenne “automaticamente“ staffetta.

## Arresto e deportazione
Scendendo a Torino il 9 gennaio 1944 venne arrestato da italiani (e probabilmente anche tedeschi) in borghese. L'arresto avvenne a seguito di una delazione, di cui fu informato solo al rientro. Fu trasferito all'ufficio del SD, dove subì un interrogatorio. Il giorno dopo venne portato "alle Nuove", il carcere giudiziario della città di Torino.
La mattina del 13 gennaio Tibaldi e altri 49 detenuti vennero portati alla stazione Porta Nuova, rinchiusi in un carro bestiame sigillato e deportati al campo di concentramento di Mauthausen, che raggiunsero il giorno dopo.

## Mauthausen e trasferimento ad Ebensee
Arrivati al campo situato su una collina, i deportati furono fatti spogliare, spinti nelle docce, disinfettati e portati alla baracca di quarantena. Lì avvennero la vestizione e l'immatricolazione. A Tibaldi vennero assegnati il numero di matricola 42307 e il Triangolo rosso dei deportati politici. I prigionieri non potevano uscire, né avevano compiti esterni.
Il 28 gennaio 1944, dopo due settimane di quarantena, Tibaldi e circa 500 altri deportati furono trasferiti al campo di concentramento di Ebensee che in quel periodo era ancora in costruzione.

## La vita nel campo di Ebensee
Tibaldi contribuì alla costruzione del campo, lo scopo del lavoro dei prigionieri però era un altro: costruire un sistema di gallerie enorme nella montagna che consentisse lo sviluppo e la produzione di missili intercontinentali.
Dapprima fu assegnato ad un lavoro che consisteva nel tagliare delle piante, poi al lavoro nelle gallerie. In generale gli italiani non furono ben visti nel lager, perché “la figura dell'italiano è belligerante”. A causa della sua giovinezza e la sua attività di partigiano riuscì a farsi rispettare, in particolare dai compagni di prigionia russi.
Insieme ad altri italiani Tibaldi fece parte del Comitato di Resistenza clandestino interno al campo.
Il 4 maggio – due giorni prima della liberazione del campo da parte delle truppe americane – il comandante del campo invitò i deportati ad andare nelle gallerie per salvaguardarli. In realtà le SS volevano farle saltare ed uccidere tutti quanti. I prigionieri si rifiutarono di obbedire all'ordine e il personale del campo fuggì.

## Il ritorno in Italia
Tibaldi pesava appena 36 chili e venne ricoverato all'ospedale americano a Salisburgo, che era stato istituito in una caserma. In seguito fu portato all'ospedale militare di Bolzano. Lì trovò qualcuno che lo portò fino a Milano. Già a Milano cominciò il primo duro impatto: erano i familiari che chiedevano notizie riguardanti i figli, i fratelli, eccetera.
A proposito di queste esperienze dolorose Tibaldi dice: “...oppure anche il discorso di spiegare a una madre che hai visto il figlio andare al forno crematorio e alla camera a gas, come si fa?”
Con un trasporto raggiunse Torino, dove venne accolto dalla Croce Rossa. Tibaldi - malato di scabbia - riuscì a chiamare sua madre, che venne a portarlo a casa su una carrozzella - era già fine di giugno o metà luglio.
Più tardi Tibaldi entrò nel Comune di Torino come geometra. Trasferitosi a Vico Canavese, divenne dapprima sindaco e poi presidente della Comunità Montana Valchiusella. Si dette inoltre alla ricerca e pubblicò un'opera preziosa sui trasporti dall'Italia ai lager nazisti.

## La morte
Dopo essere entrato in uno stato di depressione permanente, Italo decide di mettere in atto uno sciopero della fame. A due settimane dall'entrata in atto dello stesso, la mattina del 13 ottobre 2010 è colpito da infarto, che nel tardo pomeriggio fa sopraggiungere la morte. È sepolto nel cimitero di Vico Canavese.

## Il ricordo
I ragazzi dell'esecutivo studentesco SPES del liceo Scientifico "A. Gramsci" di Ivrea si sono impegnati affinché il suo nome venisse ricordato in seguito anche dai più giovani.
Questi giovanissimi sono stati moralmente vicino a Italo nelle ultime settimane di vita, inviando a lui e alla sua famiglia una lettera.
Lo ricordano anche i ragazzi dell'istituto tecnico Guarino Guarini di Torino, che hanno svolto un lavoro di ricerca insieme a lui. Il 13 ottobre 2021 Poste Italiane ha emesso un francobollo per omaggiarne la memoria, a 11 anni dalla scomparsa.